# Grã-Bretanha nos Jogos Olímpicos de Verão de 1928
O Reino Unido da Grã-Bretanha e Irlanda do Norte competiram como Grã-Bretanha nos Jogos Olímpicos de Verão de 1928 em Amesterdão, Países Baixos.